# Quick time event

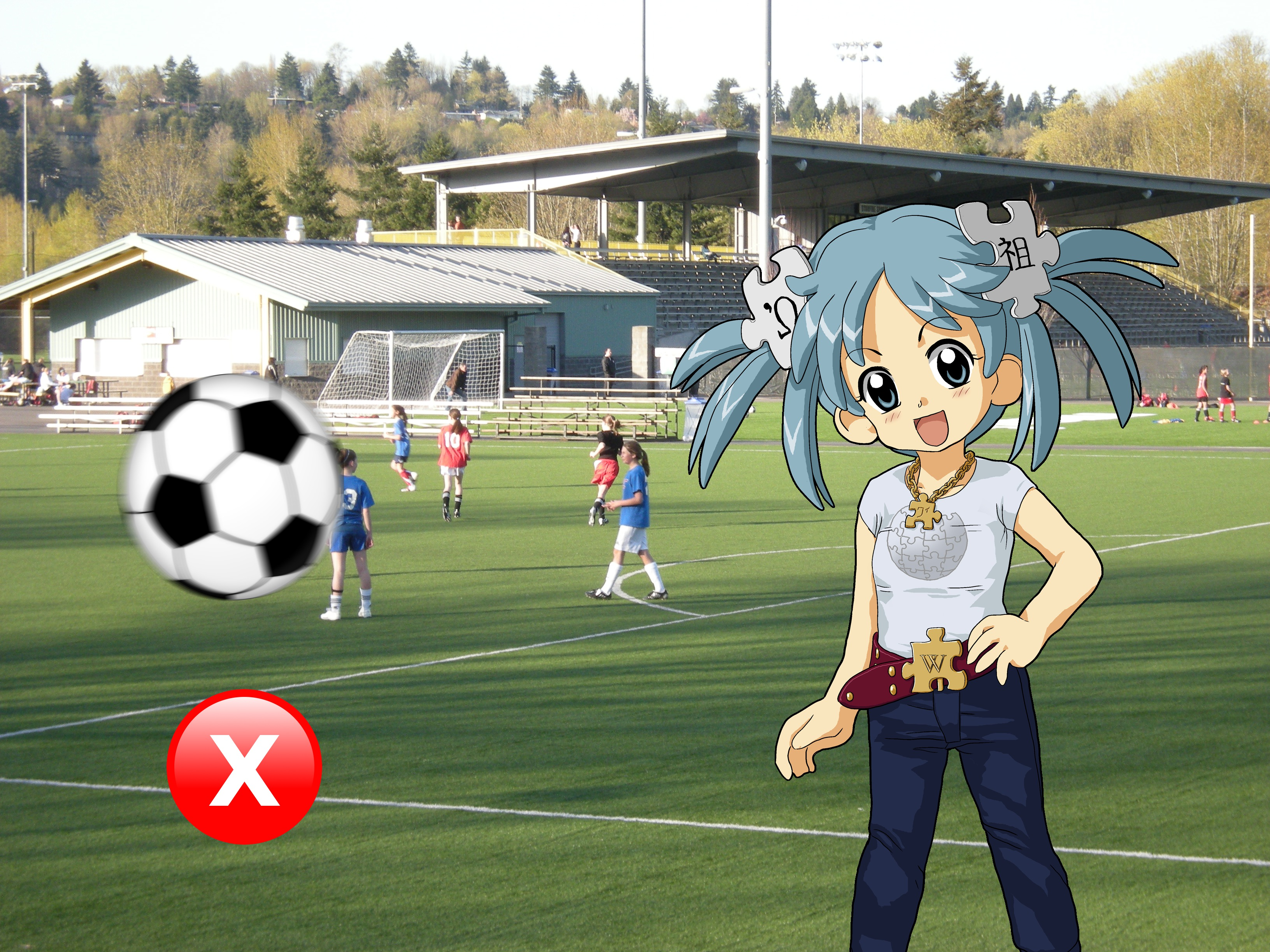
Exemple de QTE. En appuyant sur le bouton X à temps, le joueur, incarnant le personnage de droite, peut éviter le ballon arrivant droit sur lui.

Un quick time event (abrégé QTE) est, dans le jeu vidéo, un élément de gameplay de type action contextuelle généralement durant une scène cinématique où l'on suggère au joueur de faire une action dans un temps imparti. L'action ou non du joueur conditionne une issue pré-calculée ou une autre. Elle limite le joueur dans son contrôle du personnage à seulement quelques touches qui s'affichent à l'écran. Ces touches s'affichent les unes après les autres tout le long de la cinématique, et de manière rapide et inattendue, pour surprendre le joueur qui doit appuyer sur les touches simultanément à leur affichage. Malgré la simplicité de ces phases de jeu, la concentration et les réflexes du joueur sont mis à contribution durant un quick time event. Ces séquences accrochent particulièrement l'attention du joueur, en lui permettant de participer à des scènes vidéos qui sont habituellement passives ou de modifier dans des proportions variables la suite des événements selon qu'il réussit ou non une partie ou la totalité de la séquence QTE.
Le quick time event est un type d'action contextuelle. L'expression « action contextuelle » est régulièrement utilisée pour traduire quick time event bien qu'elle exclue l'idée de temps imparti.
Un QTE typique interrompt le cours normal (en le mettant au ralenti) du jeu et montre une cinématique révélant par exemple l'existence d'un ennemi. L'icône d'un bouton apparaît pendant quelques instants et le joueur doit alors appuyer sur le bon bouton à temps pour éviter l'ennemi ou le frapper.
Lorsque des QTEs apparaissent, les boutons normalement utilisés dans le jeu ne sont généralement plus actifs, ce qui signifie que le bouton permettant habituellement de sauter peut devenir à l'occasion d'un QTE le bouton requis pour, par exemple, esquiver une balle ou frapper un ennemi.

## Histoire

### Apparition
Le principe du quick time event est né avec Dragon's Lair, sorti en 1983. Le jeu, considéré comme un dessin animé interactif (qui a d'ailleurs été réalisé par Don Bluth, un ancien de Disney), met en scène un chevalier qui doit affronter mille et un périls. Durant l'aventure, le joueur doit diriger le joystick dans la bonne direction (ou appuyer sur des touches) pour faire avancer le scénario. Cependant, la touche n'est jamais indiquée à l'écran, il faut réagir en fonction du contexte : un mur qui s'écroule, il faut prendre la porte qui s'éclaire, etc. Avec le quick time event les touches s'affichent à l'écran afin de guider le joueur durant l'histoire. Cette façon de faire demande de l'adresse et évite les essais/erreurs à l'infini.

### Popularisation

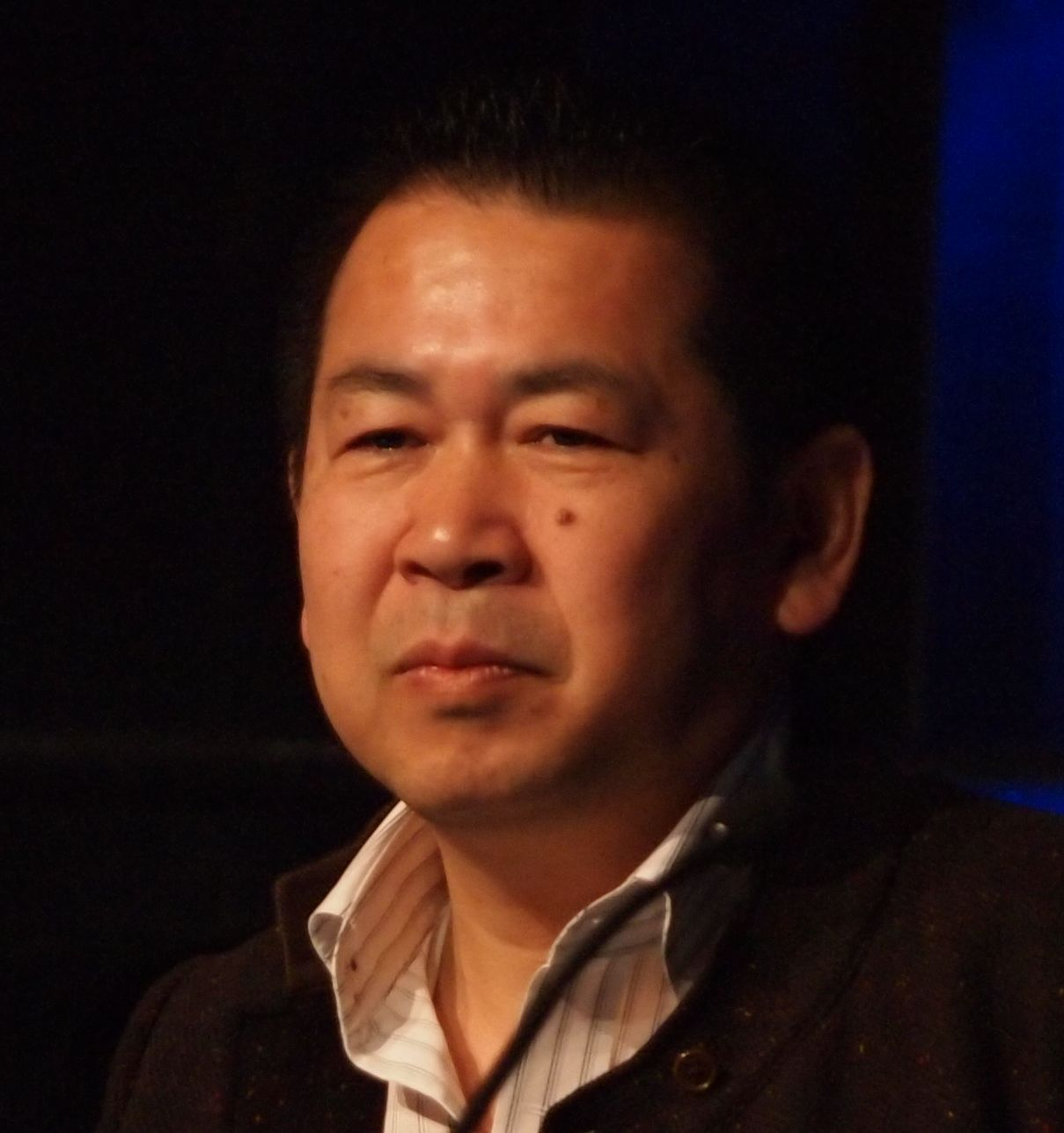
Yū Suzuki aurait inventé et popularisé l'usage du terme quick time event grâce à son jeu Shenmue.

Le terme de quick time event n'est apparu qu'en 1999 avec la sortie de Shenmue de Sega, qui nomma ainsi cette nouvelle phase de gameplay particulière,,,. Depuis, de nombreux titres ont réexploité cette mécanique de jeu, à l'identique ou dans des formes similaires. Quelques exemples de jeux l'utilisant :
- Mortal Kombat X
- Resident Evil 4
- Call of Duty 3 : En marche vers Paris
- Fahrenheit
- Canis Canem Edit
- SoulCalibur III
- God of War[3]
- Kingdom Hearts 2[3]
- Tomb Raider: Legend
- Uncharted: Drake's Fortune
- Heavenly Sword
- Sonic Unleashed : La Malédiction du Hérisson
- Naruto: Ultimate Ninja Storm
- La série des Assassin's Creed
- Naruto Shippūden: Ultimate Ninja Storm 2
- Spider-Man 3
- Metal Gear Solid: Peace Walker
- Battlefield 3
- Heavy Rain
- Until Dawn
- Detroit: Become Human
- Atomic Heart
- Beyond: Two Souls
- The Last of Us
- The Last of Us Part II

## Critique
De nombreux jeux exploitent le concept, avec des résultats plus ou moins probants.
Parfois considéré comme un procédé « un peu facile », leur présence répétée et leur mauvaise intégration fait petit à petit l'objet de lassitude[réf. nécessaire], comme c'est le cas dans la série des Resident Evil où elle est critiquée par de nombreux joueurs, amenant Kawada Masachika, le producteur du septième épisode, à rassurer les joueurs sur ce point quelques semaines après son annonce,.
En 2013 déjà, le studio Eidos Montréal avait fait marche arrière sur la présence de QTEs dans le jeu Thief à la suite de fortes critiques de la part de la presse et des joueurs lors de sa présentation au salon de l'Electronic Entertainment Expo 2013, et ce bien que la démonstration présentée n'en comportât qu'une seule sur une heure de vidéo.
Beaucoup de joueurs n'aiment pas ce système à cause d'un manque de coordination. Passer des heures pour un évènement qui serait très facile sans ce système n'est pas productif.